# أوليكسي زوزوليا
أوليكسي زوزوليا (بالأوكرانية: Зозуля Олексій Володимирович)‏ هو لاعب كرة قدم أوكراني في مركز الدفاع، ولد في 15 أبريل 1992 في كييف في أوكرانيا. شارك مع منتخب أوكرانيا تحت 21 سنة لكرة القدم. أما مع النوادي، فقد لعب مع ميتالوره زابورجيا.

## وصلات خارجية
- أوليكسي زوزوليا على موقع اتحاد أوكرانيا (الإنجليزية)
- أوليكسي زوزوليا على موقع قاعدة بيانات كرة القدم.إي يو (الإنجليزية)
- أوليكسي زوزوليا على موقع Soccerway.com (الإنجليزية)
- أوليكسي زوزوليا على موقع عالم كرة القدم.نت (الإنجليزية)